# Лу Хао (1967)
Лу Ха́о (кит. упр. 陆昊, пиньинь Lù Hào; род. в июне 1967, пров. Шэньси) — китайский политик, член ЦК КПК 18-20 созывов (с 2012 года), министр природных ресурсов КНР (2018—2022), прежде губернатор провинции Хэйлунцзян с 2013 года, 1-й секретарь ЦК КСМК (2008—2013).
Его относят к шестому поколению руководителей КНР, приход к высшей власти которых должен состояться в 2032 году.

## Биография
По национальности хань. Родился в семье профессора.
В 1985—1989 годах студент экономического факультета Пекинского университета, который окончил, степень магистра экономики получил в том же университете после обучения в 1991—1994 гг.
Член КПК с 1985 года.
В 2001—2003 гг. замглавы парткома Хайдяньского района Пекина.
В 2003—2008 годах вице-мэр Пекина, глава Экономического комитета города.
На весну 2008 году указывался как аспирант по экономике.
С июня 2008 года по март 2013 года первый секретарь Секретариата ЦК Коммунистического союза молодежи Китая (КСМК) 16-го созыва.
Президент Китайского молодёжного университета политических наук.
В 2009 году «Global Personalities» указал его среди пяти вероятных кандидатов на высшие посты КНР в числе шестого поколения руководителей КНР.
С марта 2013 года губернатор провинции Хэйлунцзян (Северо-Восточный Китай) и замглавы парткома провинции (с 20 марта замглавы парткома, назначен и. о. губернатора 25 марта, избран в июне).
С марта 2018 по июнь 2022 года министр природных ресурсов КНР.
С июня 2022 секретарь парткома исследовательского центра развития при Госсовете.